# Lirometopum coronatum
Lirometopum coronatum är en insektsart som beskrevs av Scudder, S.H. 1875. Lirometopum coronatum ingår i släktet Lirometopum och familjen vårtbitare. Inga underarter finns listade i Catalogue of Life.